# Los Nogales
Los Nogales, w jęz.galicyjskim As Nogais – miasto w Hiszpanii w regionie Galicja w prowincji Lugo. Miasto leży u podnóży gór Sierra de los Ancares i nad rzeką Navia.